# Stenocereus chrysocarpus
Stenocereus chrysocarpus är en kaktusväxtart som beskrevs av Sánchez-mej. Stenocereus chrysocarpus ingår i släktet Stenocereus och familjen kaktusväxter. Inga underarter finns listade i Catalogue of Life.